# W.I.T.C.H. (televíziós sorozat)
A W.I.T.C.H. vagy W.I.T.C.H., a tiniboszorkányok olasz–francia televíziós 2D-s számítógépes animációs sorozat, amelynek alapja olasz képregény sorozat ugyanazon a néven, amit Gary Tomlin és Elisabetta Gnone alkotott. A SIP Animáció készítette társulatban, a Jetix Europe, The Walt Disney Company, France 3 és a Super RTL részvételével. Mint képregény, bemutat 5 lányt: Willt, Irmat, Taraneet, Corneliat és Hay Lint, akik mágikus hatalommal rendelkeznek, melyet a feladatuk teljesítésére használnak mint a Fátyol Őrzői. 
Az 5 szereplő neve adja a névleges mozaikszót, W.I.T.C.H. annak ellenére, hogy a szereplők valójában nem boszorkányok. Heatherfield kitalált városában játszódik valamint sokféle misztikus bolygón, azaz Meridianon és Zamballán. A WITCH premierje 2004. december 18-án volt az ABC Familyn és 2006. december 23-án lett vége. Magyarországon a Jetix, a TV2, a Viasat 3 és a Story4 adta. A Story 4-en futott W.I.T.C.H., a tiniboszorkányok címmel.

## Tartalom
Az Őrzőknek meg kell védeniük Meridiánt a gonosz varázslótól Phobostól és Cedrictől akik keresik Phobos lánytestvérét, Meridián régóta eltűnt hercegnőjét és a valódi trónörököst.   Később megtalálják és az Őrzők ezután megvédik Phobostól. Miután Meridián megszabadult a gonosztól és az igazi trónörökös elfoglalta helyét, egy új Nerissa nevű titokzatos boszorkány felszabadította Phobos legjobb csatlósait és megújította őket Bosszú Lovagjaiként. Miután az Őrzők többet tudnak meg a boszorkányról és gonosz tervéről – hogy újraegyesítse a korábbi Őrzőket – képesek lesznek legyőzni a Lovagokat, de ennek hatására még erősebb Pusztítás Lovagokkal kell szembenézniük ráadásul még az korábbi Őrzők is megtámadják őket.
Az Őrzők főnöke Hay Lin nagymamája, Yan Lin, egy korábbi Őrző önmagát, és a további lányokat tanította az ő mágikus sorsukról. Caleb segített nekik, egy hősi katona Meridiánból, aki a Phobos elleni lázadás vezetője, és Blunk, egy amolyan béka-kobold teremtmény (közismerten egy Passling), aki visz dolgokat az emberi világból Meridiánba (és fordítva), minden nap humorosan eltéveszt tárgyakat más dolgokat vagy a tételek értékét.   Matt, Will barátja, véletlenül megtud Meridiánról és amikor látja a bajokat amik ott folynak megtanulja hogy váljon harcossá, hogy segítsen nekik.   Ők is segítenek az Oracle mellett, Kandrakaron az Univerzum vezetőjének, aki választotta az Őrzőket.
Az évadok egyenként 26 részből állnak. Egy epizód körülbelül 25–30 perc hosszú. A W.I.T.C.H. sorozat egészét a francia Sip Animation  gyártotta. Az első évadot 2004 decemberében kezdték el vetíteni külföldön. Magyarországon 2005 októberétől látható a Jetixen. Bár a második évad csak 2006 szeptembere körül készült el teljesen, Amerikában, Kanadában és, az Nagy-Britanniában már 2006 tavaszától látható, míg idehaza 2006. október környékén kezdték el.
A harmadik évad sorsa még kérdéses.

## Szereplők

### Az Őrzők
- Will Vandom (Kelly Stables) – A fátyol Őrzőinek vezetője és a tulajdonosa a Kandrakar Szívének. Will Heatherfield-be költözött az anyjával a történet elején. Eredetileg Will ereje korlátozva volt az átalakulásra Őrzőkké és az átjárók bezárására. Azonban a 2. évadban Will teljesen megszerzi a saját elemi képessége lényegét, az 5. elem, amely elektrokinetikai képességeket biztosít neki. Emellett, Will képes kommunikálni az elektronikus készülékekkel. Az ő egyetlen szerelme és barátja az egész sorozatban Matt Olsen.
- Irma Lair (Candi Milo) – A Víz Őrzője akinek a képessége megengedi, hogy kontrollálja a vizet és a 2. évadban, az elme irányításának a hatalma. Irma a történetben úgy viselkedik mint egy komikus, amely szellemes párbeszédet és megjegyzéseket jelent, mellyel gyakran irritálni akarja Cornéliát Irma a kijelölt igazgatója a Sheffield Intézet rádió állomásának, ő rádióadásának a címe Lair az éterben. Eltérően a többi Őrzőtől, Irmának nincsen barátja Andrew Hornby szeretete ellenére és a viszonzatlan figyelme Martin Tubbs-tól.
- Taranee Cook – Taranee Cook a Tűz Őrzője, létrehozni és manipulálni tudja a tüzet és a második részben telepatikus képességével kommunikálni tud a többi Őrzővel. Taranee elszánt az iskolamunkájában és gyakorta használja képességét ellenfelei legyőzéshez. A barátja Nigel Ashcroft, akinek a társasági köre kezdetben bizalmatlanságot okozott Taranee szüleinek.
- Cornelia Hale – Cornelia Hale (Christel Khail) a Föld Őrzőjeként az a képesség adatott meg neki, hogy irányíthatja a földet és a bolygókat valamint a második részben elnyerte a telekinézis hatalmát. Cornelia hiú és gőgös és gyakran ellentétben áll Willel. A legjobb barátja Elyon Brown, mint később kiderült az eltűnt Meridiáni hercegnő. Cornelia egy romantikus helyzetbe keveredik Calebbel. A feladata később Meridianban egy törést okoz a kapcsolatukban.
- Hay Lin (Liza del Mundo) – A Levegő Őrzője, amellyel képes irányítani a levegőt és szintén a második részben láthatatlanná tud válni. Az apai nagymamája, Yan Lin volt a korábbi Levegő Őrzője és megmutatta az új Őrzőknek a szabályokat. A Kínából származó Hay Linnek és szüleinek saját kínai éttermük van, az Ezüst Sárkány, ahol Hay Lin részmunkaidőben dolgozott. Hay Lin kedveli a művészetet és a szabad szellemet. Annak ellenére, hogy eredetileg undorodott a társkereséstől, Hay Lin belehabarodik Eric Lyndonba, aki végül is a barátja lesz.

Hay Lin fedezi fel, hogy a lányok nevének kezdőbetűi a W.I.T.C.H. (boszorkány) angol szót adják ki, az első évad második epizódjának („A folytatás”) végén.

### Ellenségek

#### Első évad
- Phobos herceg – Az első évad elsődleges antagonistája. Meridián uralkodója, a hiányzó jogos örökös húga ellenére. Törekszik Meridián uralkodója maradni amellett legyőzni Elyont, az elveszett hercegnőt, és a Fátyol Őrzőit.
- Lord Cedric – Phobos tábornoka aki képes az alakváltásra egy ember-kígyó hibriddé. Phobos szörnyhadseregének a parancsnoka, és feladata volt elhelyezni a hiányzó hercegnőt Phobos parancsára, hogy elnyeljék az erejét.  Az első évadban, átjön a Földre és könyvesboltot nyit, hamis identitása Cedric Hoffman alatt, a parancsban vonzza a hercegnőt.

#### Második évad
- Nerissa – Korábbi Fátyol Őrző volt, aki tehetséges birtoklója volt a kvintesszenciának. A 2. évadban került bemutatásra mint elsődleges antagonista. Nerissa célja, hogy visszaszerezze Kandrakar felett az irányítását és a többi mágikus birodalmat. Sikeresen beszerezte a szíveket számos bolygóról. Parancsban elérte a célját, az egész időszakban Nerissa kialakít egy csoportot akik harcolnak az Őrzőkkel. Ezek a Bosszú Lovagjai, a Pusztítás lovagjai és a C.H.Y.K.N., a korábbi Fátyol Őrzői amiben Nerissa tag volt.
- A Bosszú Lovagjai
  - Raythor
  - Gargoyle
  - Sandpit
  - Miranda
  - Frost és Crimson
  - Nyomkövető és Sniffer
- A Pusztítás Lovagjai
  - Shagon / Matt, a gyűlölet
  - Khor / Mr. Huggles, a romboló
  - Tridart, a kétségbeesés
  - Ember, a fájdalom
- C.H.Y.K.N. – (Chicken / csirke) Negyven évvel ezelőtt ők voltak Kandrakar Őrzői. Nerissa volt a vezetőjük, Kandrakar szívének az irányítója. Sajnos a szív ereje megrontotta Nerissát, így az Orákulum odaadta azt Cassidynek. De Nerissa nem tudott beletörődni hatalma elvesztésébe, ezért követelte Cassidy-től, hogy adja vissza neki Kandrakar szívét. Mikor Cassidy ezt megtagadta Nerissa megölte őt. Az Orákulum, ezt követően, bebörtönözte Nerissát a Thanos-hegy tetején. Mikor Phobos hatalomra került Meridiánon, Kandrakar Tanácsa felemelte a Fátylat. Egy véletlen átjáró kiszabadította Nerissát a börtönéből, aki innentől kezdve Meridiánon rejtőzködött és türelmesen várt, amíg elérkezett az ő ideje.

A régi Őrzők, Nerissát kivéve, nem rosszak. Nerissa mindegyikőjüket megbűvöli, hogy a szolgáivá tehesse őket (még Cassidyt is, akit erejének köszönhetően visszahoz a halálból), egyedül Yan Lin tud ellenállni a trükkjeinek, ezért Nerissának egy Altemerét (másolatot) kell létrehoznia, akit képes megtörni, s így a régi csapat újra egyesül.

#### Tagok
- Cassidy
- Halinor
- Yan Lin
- Kadma
- Nerissa

## Az első évad
Will új lány a városban, még csak pár napja jár a Sheffield Intézetbe, amikor Yan Lin (Hay Lin nagymamája) észreveszi, hogy a Kandrakar szíve elkezdett jeleket sugározni, hogy a tudomására hozza, eljött az új Őrzők ideje. Ezért Yan Lin ráveszi unokáját, Hay Lint, hogy iskola után hozza el a barátait: Taranee-t, Corneliát és Irmát egy délutáni sütire és teára. Hay Lin ebbe beleegyezik, s bár maga sem érti, de közli nagyanyjával, hogy meghívja az új lányt is, Willt. Délután a lányok együtt ülnek az Ezüst Sárkány (a Lin család kínai étterme és lakhelye) egyik asztalánál, egyikük sincs éppen beszédes kedvében, mivel mindannyian zavarban vannak. A lányok, Corneliát leszámítva, nyitottan fogadják Willt. Kis idő múlva, mikor a hangulat már oldottabbá válik, bejön Yan Lin, kezében egy dobozzal, és közli a lányokkal, hogy elmesél nekik egy történetet. Egy történetet egy másik világról, Meridiánról és annak sorsáról, miszerint Meridiánon a gonosz hatalomra tört és veszélyeztetni kezdte a többi világot, ezért a jók, hogy megállítsák a meridiáni gonoszt térnyerésében, egy Fátyollal elszigetelték Meridiánt a többi világtól. Elmondja továbbá, hogy Meridián vezetője a gonosz Phobos herceg, aki azonban nem törvényes uralkodó, az igazi örököst születése után nem sokkal néhány híve átmenekítette a Földre, hogy biztonságban legyen Phobostól. Idővel a gonosz rájött, hogyan nyisson átjárókat a Fátyolon át, melyeken keresztül szabadon járhat Meridián és a Föld között. Az Őrzők feladata bezárni ezeket az átjárókat és megakadályozni, hogy bármi átjöjjön rajtuk.
A lányok nem nagyon hisznek Yan Linnek, aki ez után megpróbálja meggyőzni őket arról, hogy ez nem csak egy kitalált mese. Emlékezteti a lányokat, hogy az elmúlt napokban igenis történtek velük különös dolgok. (Hay Lin egy tüsszentésétől összedőlt a szobája, Cornelia pedig a biológia versenyen hiába próbált túltrágyázni egy növényt, az csak nem akart elpusztulni.) Aztán elővesz a dobozból egy furcsa ékszert, a Kandrakar szívét, amely tartalmazza a természet négy őselemét, majd ráveszi őket, hogy használják az erejüket. Irma lebegteti a vizet, Taranee meggyújt egy banánt (a gyertya helyett), Hay Lin egy fújással felfúj egy lampiont, Cornelia pedig felgyorsítja egy növény növekedését. Majd hozzáteszi: „Sejtéseink szerint, mind az öten belejöttök.” Irma, Taranee, Cornelia és Hay Lin mind meglepődnek ezen a kijelentésen, mire Yan Lin elmagyarázza nekik, mi Will szerepe. Will az ötödik elem, aki összetartja a többit, és Kandrakar szíve segítségével egyesíti őket, hogy még hatalmasabb legyen az erejük. Majd elengedi a szívet, ami magától lebegni kezd, körbejárja a lányokat, és végül megállapodik Will nyakán.
Will nagyon nehezen tudja megemészteni a hallottakat, de nem csak ő van így ezzel, Cornelia se akarja elhinni azt, ami velük történik. Később a lányok elszánják magukat, hogy kipróbálják mire is képesek. Egy híd alját találják a legalkalmasabb helynek a gyakorláshoz. Will egyesíti az Őrzőket, és megdöbbenve tapasztalják az eredményt. Az átalakulást követően mindegyikük külseje megváltozik: más lesz a ruhájuk, szárnyaik lesznek, amikkel repülni tudnak, és idősebbnek néznek ki. E mellett az erejük ekkor válik igazán számottevővé. Bár tudják használni a képességeiket emberi alakjukban is, csak átalakulás után mutatkozik meg az Őrzők valódi ereje. De hiába van hatalmas erejük, még kezdők és ezért nem tudják úgy használni képességeiket, ahogy kéne. Pontosan emiatt nem tudják megmenteni Caleböt, mikor a fiú Cedric elől menekülve átjön egy átjárón. Cedric elkapja a lázadóvezért és visszaviszi Meridiánra.
Másnap a lányok azon tanakodnak két óra közötti szünetben, hogy mi lehet Calebbel. Caleb Phobos börtönében van, ahol találkozik Blunkkal. Iskola után a lányok elindulnak hazafelé, és útközben a másnapi tablófotózásról beszélgetnek, illetve arról, mikor menjenek Meridiánra, megmenteni Caleböt. Majd szétválnak, így Will egyedül folytatja útját hazafelé – hiába még mindig úgy érzi, hogy a lányok nem fogadják el őt, és nem tekintik barátjuknak. Cedric és Vathek (Phobos börtönőreként kémkedik a lázadásnak) Phobos parancsára, elrabolják Willt hazafelé. 
Phobos a Kandrakar szívét akarja megszerezni Willtől, amivel meg tudná duplázni erejét. De a szív nincs Willnél, a táskájában maradt, amit elejtett, mikor berántották az átjárón, és amit Taranee másnap megtalál. A szív megmutatja a többieknek, hol van Will és, mi történik vele, akik úgy döntenek, hogy azonnal indulniuk kell segíteni neki. A szív mutatja nekik az utat, így végül sikerül megtalálniuk Willt, akit az alatt az idő alatt egy cellába raknak Calebbel és Blunkkal. Végül mindannyiuknak sikerül megmenekülni, Will pedig rájön, hogy új és igazi barátokra lelt.
Idővel a lányok megtanulják rendesen használni képességeiket. Caleb és Blunk a továbbiakban a Földön húzza meg magát, bár elég gyakran járnak vissza Meridiánra.
E közben Phobos átküldi Cedricet a Fátylon, aki könyvárusként álcázza magát, és azon dolgozik, hogy kiderítse Phobos húgának kilétét, amire az évad közepe táján sor is kerül. Phobos húga, Meridián trónjának igazi örököse nem más, mint Elyon Brown, Cornelia legjobb barátnője. Miután rájönnek arra, ki a trónörökös, Phobos és Cedric azon kezdenek el dolgozni, hogyan vegyék rá Elyont, hogy önként térjen vissza Meridiánra. Óvatosan kell eljárniuk, ugyanis az igazi örökös ereje hatalmas és akár veszélyes is lehet rájuk nézve. Cedricnek sikerül Elyon bizalmába férkőznie, s ezáltal meg tudja győzni arról, hogy a Földön nincsenek barátai, a szülei (nem az igazi szülei, hanem a nevelőszülei, akik ráadásul nem is emberek, hanem Meridiánról származnak; ők vigyáztak Elyonra azóta, mióta a Földre került, s úgy nevelték, mint saját lányukat, mindezt azért, hogy megvédjék Phobostól) hazudtak neki, nem szeretik és sokkal jobb lenne neki Meridiánon a bátyjával, aki már nagyon várja, hogy találkozzanak.
Vatheknek köszönhetően az Őrzők is megtudják, ki az örökös és megpróbálják megvédeni őt és megállítani Cedricet, de nem sok sikerrel. Cedric ráveszi Elyont, hogy az erejét használva ártalmatlanná tegye az Őrzőket és Caleböt, így lesz elég ideje arra, hogy rábeszélje a lányt, tartson vele. Elyon a sok negatív élmény hatására beleegyezik, hogy visszatér Meridiánra. Ezzel Phobos tervének első része sikerrel jár.
Will és Cornelia között eddig is sok vita volt arról, elmondják-e Elyonnak az igazat, vagy sem. Végül Will, mint vezető szava döntött és Elyon előtt továbbra is titokban maradt valódi kiléte. Miután Cedric sikerrel jár és elviszi Elyont Meridiánra, Will és Cornelia konfliktusainak a száma is megnő, de egy idő után rendeződik a kapcsolatuk, és jobb barátokká válnak, mint addig voltak.
Ezek után a lányoknak az lesz a fő feladata, hogy megmentsék Elyont Phobostól, s felfedjék előtte az igazságot.
Phobos azonban remekül titkolja Elyon elől a valódi céljait és a valódi helyzetet egyaránt. Elhiteti vele, hogy a lázadók a rosszak, ő és a katonái meg a jók. Eltitkolja Elyon elől, hogy ő parancsol a különféle szörnyeknek Meridiánon, hogy seregének nagy részét szörnyek adják, és azt, hogy Cedric sem ember, hanem ő is egy szörny, akinek van emberi és állati alakja is, és, ha akar, képes átalakulni egy hatalmas kígyóvá. Ennek következtében Elyon, egészen az utolsó részig, úgy gondolja, hogy a lehető legnagyobb biztonságban van.
Phobos igazi szándéka, hogy Elyon koronázási ceremóniája keretében, elvegye húgától a varázserejét és hozzáadja a sajátjához. Ez által akkora hatalomra tenne szert, hogy még az Őrzők sem tudnák megállítani, sőt elég ereje lenne ahhoz is, hogy áttörjön a Fátylon, s így a többi világ is védtelenné válna. De ezt csak akkor valósíthatja meg, vagy inkább akkor akarja megvalósítani, miután Elyon ereje kiteljesedik.
Azzal, hogy az Őrzők megszerzik Phobos Pecsétjét (ez egy rombusz alakú medál, egy univerzális kulcs; erejével képes kinyitni bármit), amely később egyesül Kandrakar szívével, a szív képes lesz nemcsak bezárni az átjárókat, hanem bárhol nyitni egyet a Fátylon. Ezt az előnyüket akarják kihasználni, hogy bejutassák a lázadók seregét a kastélyba, Elyon koronázási ceremóniája előtt, de Phobos tartva egy lázadó támadástól, korábban kezdi a koronázást. Így, mire az Őrzők és a lázadók bejutnak a kastélyba, Elyon ereje már Phobosé.
Phobos ezen állapotában legyőzhetetlennek tűnik, hisz könnyedén legyőzi a rátámadó lázadókat és az Őrzőket egyaránt. Azzal viszont nem számol, hogy Cornelia elmegy Elyonért, míg ő a többiekkel harcol. Cornelia Elyonnal együtt tér vissza a csata fő színterére, ahol abban a pillanatban az Őrzők erősen vesztésre állnak, sőt Phobos már ott tart a lányok legyőzésében, hogy majdnem megszerzi Kandrakar szívét, ami nélkül erőtlenné válnának. Ekkor érkezik Cornelia és Elyon. Elyon ereje visszaáramlik a testébe, és az Őrzők is visszakapják sajátjukat, majd közös erővel legyőzik Phobost, ezt követően Elyon bebörtönöz mindenkit, aki Phobost szolgálja, beleértve Cedricet és Phobost magát is.
Bátyja bebörtönzése után Elyon visszaállítja Meridián régi kinézetét, ugyanis Phobos nemcsak, hogy uralkodott Meridiánon, hanem a bolygó teljes arculatát megváltoztatta.
Az évad Elyon királynővé koronázásával zárul, amikor mindenki azt hiszi, hogy a baj elmúlt és a rosszakat legyőzték. De nem csak Phobos az egyetlen gonosz a világon…

## A második évad
A második évad ott folytatja a történetet, ahol az első abbahagyta, mindössze pár óra kihagyás van a történet ideje szempontjából. Az első rész a Phobos legyőzése utáni ünnepséggel folytatódik. Mindenki mulat, jól érzi magát, a palota fölött tűzijáték van, de eközben a Végtelen Városban (egy város, ami a föld alatt található, és Meridián egészére kiterjed; itt volt a lázadók főhadiszállása, és itt van Phobos börtöne is) különös dolog történik. Egy titokzatos varázslónő megtámadja az őröket, és könnyedén ártalmatlanná teszi őket, majd odamegy Phobos cellája elé, aki azt hiszi, hogy újra szabad lehet. De a varázslónő nem Phobost szabadítja ki, hanem Mirandát (Phobos szolgája; akárcsak Cedric ő is egy szörny, ő is képes átalakulni, emberi alakjában egy tizenéves lánynak néz ki, míg állati formájában egy nagy póknak), aki a Phobos fölötti cellában van fogvatartva, és ezután, mindenki mást hátrahagyva, távoznak.
Ezen eseményekről jó darabig senki nem szerez tudomást, a felszínen levők önfeledten szórakoznak, örülnek a győzelmüknek. S míg az Őrzők tovább mulatnak, a varázslónő Meridián egy újabb pontján, a Cavigor börtönben tűnik fel, ahol a kezét vesztett Gargoyle bujkál. (A Cavigor Phobos börtöne volt, ahol a foglyait tartották.)(Gargoyle egy óriási szörny, akinek az Őrzők vágják le a kezét „A folytatás” című epizódban, mikor Gargoyle átnyúlva egy átjárón vissza akarja húzni Irmát Meridiánra, de mielőtt ez sikerülne Will bezárja az átjárót.) A varázslónő ráveszi Gargoyle-t, hogy álljon bosszút az Őrzőkön s, hogy ebben segítségére legyen, levágott kezét egy fémbunkóval pótolja.
Az ünnepély vége felé Cornelia és Caleb összevesznek, mivel Caleb úgy dönt, hogy inkább Meridiánon marad segíteni Elyonnak, elfogni Phobos megmaradt követőit, ahelyett, hogy visszatérne a Földre. Az ünnepség végeztével az Őrzők visszatérnek a Földre, de mielőtt Will bezárná az átjárót, valami átjön rajta. Másnap iskolába menet Taranee felfigyel egy különös alakra, aki – neki úgy tűnik – mintha követné őt, de a többiek meggyőzik, hogy csak képzelődik. Míg a lányok iskolában vannak, addig Caleb pár katonával éppen a Nyomkövetőt és kutyáját, Sniffert üldözi. A Nyomkövető és Sniffer menekülnek Caleb elől, de hirtelen megállnak, ugyanis valaki az útjukat állja. Ez a valaki nem más, mint a rejtélyes varázslónő, s mire Caleb és a katonák utolérik őket, mindhárman eltűnnek. Nem sokkal később a varázslónő a Filney-dombnál tartózkodik, és életre kelti Sandpitet, akit az Őrzők üveggé változtattak az első évad folyamán.
Iskola után Taranee ismét belebotlik abba a különös alakba, akit reggel látott. Nem tehet róla, rossz érzése van vele kapcsolatban, és nem is alaptalanul, ugyanis a titokzatos férfi maga Frost (Phobos egykori katonája, hatalmas fizika erővel rendelkezik, de a taktikai képességei nem épp a legjobbak), aki azzal a céllal jött át a Fátylon, hogy bosszút álljon az Őrzőkön. Ez alatt az idő alatt Meridiánon a varázslónő újabb segítőt szerez magának Raythor személyében, aki nem sokkal azelőtt mászik ki az Árnyak Szakadékából. (Raythor Phobos katonája volt addig, amíg bele nem dobták az Árnyak Szakadékába, büntetésképp.) Nem sokkal ezután, a Földön Frost megpróbál bosszút állni Phobosért az Őrzőkön, de nem jár sikerrel. A lányok legyőzik Frostot, akit csak egy épp akkor és épp ott nyíló átjáró ment meg attól, hogy csatlakozzon Phoboshoz a börtönben. Az átjárót a varázslónő nyitja, akinek a neve, mint kiderül Nerissa, hogy segítsen megszökni Frostnak, és elfoglalnia a helyét a Bosszú Lovagjai között.
Raythor lesz a Bosszú Lovagjainak a vezetője, akik Nerissa parancsát követve elindulnak, hogy bosszút álljanak mindazokon, akik elárulták Phobost. E közben a lányokkal szokatlan dolog történik. Mind az öten Cornelia lakásán tartózkodnak, mikor egy különös, lila színű átjáró nyílik ki előttük, s a Kandrakar szíve világítani és villogni kezd. Az Őrzők egyesülnek, majd átmennek az átjárón és a túloldalt, életükben először, meglátják Kandrakart, a Végtelenség Szívének Erődjét, ahol az Orákulum és Kandrakar Tanácsa dolgozik folyamatosan, hogy fenntartsák a jó uralmát a világegyetemben. Tizenhárom évvel ezelőtt a Kandrakar Tanácsa emelte fel a Fátylat, hogy megvédjék a többi világot Phobostól, de most, miután Phobost legyőzték, eljött az ideje, hogy a Tanács leengedje a Fátylat. A Fátyol leengedésével megnyílnak a régi útvonalak a világok között.
A Fátyol leengedése után a lányok ereje különösen kezd el viselkedni: erősebb lesz, nehezebben irányítható, kiszámíthatatlan és új, furcsa erőket is kapnak. Will megkapja az elemi erejét, a kvintesszenciát, ami ránézésre olyan, mint az elektromosság, amivel életre kelti az elektromos tárgyakat, amelyek beszélnek az Őrzőkhöz, és amivel életre kelthet bármilyen tárgyat, hogy végezzen el egy adott feladatot. Irma új ereje, hogy rá tudja kényszeríteni az akaratát másokra, és képes megváltoztatni a ruhája színét. Taranee telepata lesz, így bárhol, bármilyen helyzetben, gondolati úton beszélni tud a többi Őrzővel. Cornelia egyik új képessége a telekinézis lesz, amivel tárgyakat tud mozgatni, a másik, hogy át tud alakulni a szív nélkül, bár ez az átalakulás nem teljes. Hay Lin pedig képes lesz láthatatlanná válni. Ezen kívül kiderül, hogy minden Őrző képes teleportálni (vagy teletranszportálni), ami a leggyorsabb közlekedési mód egy világon belül. A teleportálás azonban veszélyes, sok gyakorlás szükséges ahhoz, hogy valaki jól tudja használni, viszont ha valaki gyakorlatlanul kezd el teleportálgatni, könnyen egy falban találhatja magát. A lányok folyamatosan hozzászoknak új képességeikhez, de ez alatt az idő alatt Nerissa és a Bosszú Lovagjai sem tétlenkednek. Jó pár támadás éri, hol Meridián lakóit, hol az Őrzőket, hol Elyont. Közben Cornelia rájön, hogy szereti Caleböt, s így kibékül a fiúval.
Az első fordulat a történetben akkor következik be, mikor a Bosszú Lovagjai megtámadják a Végtelen Várost, hogy kiszabadítsák Phobost, ami sikerül is. A Bosszú Lovagjai kiszabadítanak mindenkit, kivéve Cedricet és elindulnak, hogy visszaszerezzék a palotát. A palota abban a pillanatban védtelen, ugyanis Elyon, az egyetlen, aki meg tudja állítani Phobost, épp a Meditációs Kamrában van, hogy többet tudjon meg igazi szüleiről. Phobos és katonái könnyedén foglalják el a kastélyt, az Őrzők is csak az utolsó pillanatban érkeznek, hogy feltartóztassák Phobost, mielőtt megtámadná a védtelenül maradt Elyont. Mikor Elyon felébred a meditációból, bebörtönzi Phobost és követőit, beleértve a Bosszú Lovagjait is.
Elyonnak rossz kedve van a Meditációs Kamrában eltöltött idő óta, ugyanis az emlékek, amiket látott, nem tetszenek neki. De ezeknek az emlékeknek épp ez volt a céljuk. Az, hogy Elyon megutálja igazi szüleinek emlékét, és dühében visszaadja szolgálójának az ékszert, amit tőle kapott még az első részben és, amely állítólag az anyjáé volt. Miután Elyon visszaadja neki az ékszert, kiderül, hogy ő Nerissa. Nerissa elmondja Elyonnak, hogy ő volt az, aki az ékszert adta neki, amely a hónapok során, míg viselte, elszívta az erejét, és ő küldött hamis emlékeket a szüleiről, hogy rávegye őt, önként adja vissza neki az ékszert. Miután mindezt elmondja Elyonnak, bebörtönzi őt az ékszer belsejébe. Ezzel Nerissa megszerezi a Meridián szívét, így akkora hatalma lesz, mint az Őrzőknek együttvéve.
Időközben a lányok azon gondolkoznak, vajon ki lehet a varázslónő. Annyit tudnak róla, hogy ugyanazzal az erővel bír, mint Will, csak az övé sokkal fejlettebb. Yan Lin véletlenül kihallgatja az egyik ilyen beszélgetést, és balsejtelmei hatására ellátogat a Thanos-hegyre, ahol egy üres cellát talál.
Közvetlenül ezután az Őrzők hívást kapnak Kandrakarról, ahol értesülnek arról, mi történt Elyonnal. E mellett azt is megtudják, amit Yan Lin kiderített, miszerint a varázslónő Nerissa. A lányoknak ez a név nem mond semmit, de a Tanácsnak annál többet. Az Orákulum elmondja nekik, hogy negyven évvel ezelőtt öt másik Őrző védte a világokat a gonosztól: Cassidy, Halinor, Yan Lin, Kadma és Nerissa. Ők voltak a C.H.Y.K.N. (chicken / csirke), ahogy azt Hay Lin megjegyezi. Nerissa volt az Őrzők vezetője és Kandrakar szívének az őre, de egy idő után a szív hatalma megrontotta Nerissát. Ezért az Orákulum odaadta Kandrakar szívét Cassidynek. Nerissa viszont az elveszett hatalom megszállottjává vált, s követelte Cassidytől, hogy adja vissza neki a szívet. Mikor Cassidy ezt megtagadta, Nerissa megölte őt. Az Orákulum, ezért a tettéért, bebörtönözte Nerissát a Thanos-hegy tetején.
Az Őrzők, bár már tudják kivel állnak szemben, de ez nem sokat segít nekik. Nerissa ugyanolyan erős, mint ők öten együttvéve, ráadásul, erejét felhasználva új Lovagokat teremt, hogy szolgálják őt. Ők a Pusztítás Lovagjai: Shagon, Khor, Tridart és Ember. Khor az első, akit Nerissa létrehoz, méghozzá Mr. Huggles-ből, Matt peléjéből. Khor hatalmas termetű, óriási fizikai erővel rendelkezik, emellett ellenségei haragjából táplálkozva még erősebb lesz. Shagon a második, akit Nerissa megalkot, ő a legerősebb a négy lovag közül, és külön sokkoló tény, hogy Nerissa Shagont Mattből hozza létre, Will barátjából. Shagont mások gyűlölete élteti, hatalmas fizikai ereje mellett képes zöld fénysugarakat lőni a szemeiből. Tridartot Nerissa a Thanos-hegy egy jégtömbjéből alkotja. Tridart a kétségbeesésből nyeri erejét, Shagonhoz hasonlóan ő is nagy fizikai erővel rendelkezik, ezen kívül a jég fölötti uralommal bír. Embert Nerissa a Thanos-hegy felszíne alatti lávából teremti. Ő mások fájdalmával táplálkozik, és a tűz erejét birtokolja.
A lányok dolgát a Lovagok csak még jobban megnehezítik, de pontosan ez a céljuk. Nerissa ezután elkezdi összegyűjteni a régi Őrzőket. Cassidyvel kezdi, akit erejével visszahoz a halálból, majd megtalálva a repedést a lelke páncélján szolgájává teszi. Második áldozata Halinor lesz, aki jelenleg Kandrakar Tanácsának az egyik tagja. Ahhoz, hogy őt megszerezze, a Lovagoknak meg kell támadniuk Kandrakar erődjét. Nerissa, Mage-nek álcázva magát mindvégig tudja, mi történik Kandrakaron, és Mage-ként ráveszi Halinort, hogy irányítsa át Kandrakar erejét Meridián szívébe, amivel Halinort is sikerül megtörnie. (Az igazi Mage Kandrakar Tanácsának tagja volt, amíg meg nem halt és Nerissa át nem vette a helyét.) Azonban Halinornak nem Meridián szívébe sikerül átirányítania Kandrakar erejét, hanem a véletlenül oda tévedt Corneliába, aki egyszerre birtokolva mind az öt képességet, könnyedén legyőzi a Pusztítás Lovagjait, akik menekülni kényszerülnek. Végül Nerissa álcája is lelepleződik, s bár Kandrakar erejét nem sikerül megszereznie, mégis nyer, hiszen Halinor az övé és az Orákulumot, illetve Kandrakar Tanácsát, Lubát kivéve (ő az Őrzők erejének őre), sikerül csapdába ejtenie egy kisebb Fátyolban.
Nerissa következő célpontja nem egy volt Őrző, hanem a fia. Azt szeretné, hogy a fia megértve szándékait, csatlakozna hozzá. Nerissa tizenhét évvel ezelőtt esett teherbe, az alatt az idő alatt, mikor Meridiánon bujkált, s nem kisebb embert adott Meridiánnak, mint a felkelés vezetőjét. Caleb Nerissa fia. Bár Caleböt megrázza a hír, nem csatlakozik anyjához.
Nerissa ezt követően egy újabb volt Őrzőre kezd koncentrálni, Kadmára. Kadma jelenleg a Zamballán tartózkodik. Zamballa, a „Lila bolygó”, egy másik világ. Miután a régi Őrzők megmentették Zamballát Phobos támadásától, a zamballaiak felajánlották Kadmának a Zamballa szívét, aki azt elfogadva Zamballa királynője és védelmezője lett. Nerissa, okosan kihasználva Kadma gyengéit, megszerzi magának őt is, és ráadásképp Zamballa szíve is az övé lesz ugyanis, mielőtt Kadma Nerissa befolyása alá kerül, egyesíti Meridián szívét Zamballa szívével. Kadma azt hiszi, így el tudja venni Nerissától Meridián szívét, de téved, s ezzel megszületik Nerissa Pecsétje, két szív egyben.
Kadma megszerzése után a régi csapatból már csak Yan Lin hiányzik. Nerissának végül sikerül elrabolnia őt, az Őrzők erőfeszítéseinek ellenére, de mégsem tudja megtörni, ezért teremt egy Altemerét (másolatot), akit később uralma alá tud hajtani – ez által a régi csapat újra egyesül. Nerissa következő lépése, hogy egyesíti a régi Őrzőket, ezért elveszi Lovagjai erejét, akik így, egyrészt megsemmisülnek (Tridart, Ember), másrészt visszaváltoznak (Shagon, Khor).
A lányoknak ezek után a régi Őrzőkkel kell szembenézniük, akiknek erejét két szív táplálja. Will egy alkalommal megpróbálja elvenni Nerissától a Pecsétjét, de nem sikerül neki, és csak jóval később jön rá, miért nem lehet elvenni a Pecsétet Nerissától az akarata ellenére: azért, mert Elyon önként adta át neki Meridián szívét. Ennek következtében Phobos az egyetlen, aki elveheti Nerissától a Pecsétet, hiszen Elyonon kívül ő Meridián trónjának egyetlen szóba jöhető örököse. Will teljes kegyelmet ígér Phobosnak, ha elveszi Nerissától a Pecsétjét, de nem használja fel a saját céljaira és, miután megesketi Kandrakar erejére, szabadon engedi. Nerissa megtudván, hogy Phobos szabad, elküldi a többi Őrzőt, hogy öljék meg, míg ő egy harmadik szívet próbál megszerezni. De a terve nem sikerül, a régi Őrzők kikerülnek a befolyása alól, ezért oda kell mennie, hogy megakadályozza, hogy végképp ellene forduljanak. Mivel a társai kikerültek az irányítása alól, csapdába ejti őket a Pecsétjében, ahol Elyon és az igazi Yan Lin is fogságban van, s így ő irányítja egyszerre mind az öt elemet.
Végül Phobosnak sikerül elvennie a Pecsétet Nerissától és őt is bebörtönöznie a Pecsétbe, majd újdonsült hatalmát felhasználva kiszabadítja követőit, és visszafoglalja Meridiánt. Miután Meridián elesik, Phobos megtámadja Kandrakar erődjét, de mielőtt sikerülne elfoglalnia Cedric megeszi őt, és így minden erő az övéhez adódik. Ez volt az a fordulat, amire a lányok nem számítottak. Cedric ezután a Földet veszi célba, a lányok próbálják megállítani, de nem sok sikerrel. Végül egy kockázatos lépéssel legyőzik Cedricet, úgy, hogy megkeresik önmagukban a sárkányt, és eggyé válnak az erejükkel. Ez azonban veszélyes, ugyanis ebben az állapotukban elveszítik emberségüket.
Miután a lányok legyőzik Cedricet, Cedric elveszíti hatalmas erejét, Phobos kikerül a gyomrából, Nerissa Pecsétje pedig szétválik Zamballa szívére és arra az ékszerre, amit Nerissa adott Elyonnak. A Pecsétbe zártak is kiszabadulnak, Nerissát kivéve, ugyanis belőle hiányzik a szabaduláshoz szükséges harmónia. Ezt követően visszaáll a régi rend: Elyon újra Meridián élére kerül, Kandrakar Tanácsa kiszabadul a börtönéből, a rosszakat ismét bebörtönzik, Kadma visszaadja Zamballa szívét a zamballaiaknak, hogy szerényebb életet éljen a Földön, és Cassidy visszatér édesanyjához, akit nagy meglepetés ér. A lányok az egész téli szünetet felhasználják arra, hogy kipihenjék a fáradalmaikat, s mikor visszatérnek az iskolába, az igazgatónő bemutatja nekik az új számítástechnika tanárukat, Raphael Syllát…

## Epizódok
A tengeren túl a Toon Disney Jetix részében, Nagy-Britanniában a BBC2-n lehetett nézni, és jelenleg nálunk a TV2 és Jetix-tv is adta, de a Viasat 3-on is sugározták, végül a Story4-en. Ugyanakkor sok más országban is vetítették.
| Évad | Évad | Epizódok | Eredeti sugárzás   | Eredeti sugárzás    |
| Évad | Évad | Epizódok | Évadpremier        | Évadfinálé          |
| ---- | ---- | -------- | ------------------ | ------------------- |
|      | 1    | 26       | 2004. december 18. | 2005. augusztus 17. |
|      | 2    | 26       | 2006. június 5.    | 2006. december 23.  |

## Magyar hangok
- Will – Nemes Takách Kata
- Irma – Dögei Éva
- Taranee – Roatis Andrea
- Cornelia – Mánya Zsófia (1. évad), Tamási Nikolett (2. évad)
- Hay Lin – Simonyi Piroska
- Yan Lin – Bókai Mária
- Caleb – Pálmai Szabolcs
- Blunk – Breyer Zoltán
- Cedric – Csík Csaba Krisztián, Szatmári Attila (51. epizód)
- Phobos – Láng Balázs
- Miranda – Böhm Anita (1. évad), Vadász Bea (2. évad)
- Ember – Csampisz Ildikó
- Raythor – Sótonyi Gábor
- Frost – Maday Gábor, Sótonyi Gábor
- Matt – Jelinek Márk (7. epizód), Molnár Levente
- Nerissa – Gruiz Anikó (27–45. epizód), Urbán Andrea (46–52. epizód)
- Elyon – Vági Viktória
- Lillian – Vági Virág
- Knickerbocker igazgatónő – Bessenyei Emma
- Uriah – Előd Álmos (1. évad), Kováts Dániel (1–2. évad), Szalay Csongor (2. évad), Kisfalusi Lehel (41. epizód)
- Nigel – Előd Botond (37. epizód), Stukovszky Tamás (45–46. epizód)
- Cassidy – Zsigmond Tamara (39. epizód), Pupos Tímea (46–52. epizód)
- Vathek – Faragó András
- Aldarn – Karácsonyi Zoltán
- Thomas Vandom – Varga Rókus
- Himerish, az Orákulum – Szatmári Attila